# Villamejil
Villamejil település Spanyolországban, León tartományban. Lakosainak száma 653 fő (2024).

## Földrajza
Villamejil Villaobispo de Otero, Magaz de Cepeda, Quintana del Castillo és Benavides községekkel határos.

## Népesség
A település lakosságának változását az alábbi diagram mutatja:
| Lakosok száma | 982  | 894  | 846  | 815  | 773  | 760  | 704  | 687  | 677  | 653  |
|               | 2001 | 2004 | 2007 | 2009 | 2012 | 2014 | 2017 | 2019 | 2022 | 2024 |